# Nick Stuart
Pour les articles homonymes, voir Stuart.
Nick Stuart est un acteur américain né Niculae Pratza en 1908 à Abrudbányaen en Transylvanie, alors dans l’Empire austro-hongrois (aujourd'hui en Roumanie), et mort aux États-Unis en 1991. 
Il est apparu dans plus de cinquante films, dont la moitié de courts métrages, et dans des feuilletons. Il est devenu célèbre avec deux films à succès de 1929 : Folle jeunesse (Girls Gone Wild) et Chasing Through Europe.

## Biographie
Il émigre aux États-Unis en 1913, à l'âge de cinq ans et grandit à Dayton (Ohio).
Au milieu des années 1920, sous le nom de Nick Prata, il commence à travailler dans l'industrie cinématographique en occupant de petits emplois sur les plateaux de tournage des studios Fox Film : accessoiriste, secrétaire des scripts, assistant du caméraman. 
En 1926, alors qu'il est assistant sur le film de Au service de la gloire (What Price Glory ?') de Raoul Walsh, on lui fait faire un bout d'essai puis on lui change son nom en Nick Stuart. Peu de temps après, il devient l'assistant personnel du réalisateur Howard Hawks. Il commence par des rôles mineurs dans deux courts métrages puis obtient grâce à Hawks un rôle important dans The Cradle Snatchers (1927), film qui sera un grand succès.
En 1933, il crée une agence de recherche de talents ainsi qu'un club très select de loisirs de détente, le « Bath and Tennis Club », qui sera populaire à Hollywood. 
Après avoir été initié à la musique par Guy Lombardo, il fonde son propre orchestre, "The Man with the Band from Movieland", qui jouera pendant plus de vingt ans. Après la création de son orchestre, Nick Stuart ne tournera dans des films que sporadiquement au cours des vingt années suivantes. Son dernier rôle important sera dans le western de 1946, Gunsmoke réalisé par Fred King. 
En 1961, il dissout son orchestre puis ouvre une mercerie à Biloxi. 

### Vie privée

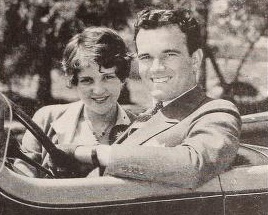
Nick Stuart et sa femme Sue Carol en 1930

En 1929, il a 21 ans quand il épouse l'actrice Sue Carol, 23 ans, rencontrée sur un tournage commun un an plus tôt. La même année ils tournent un second film ensemble, Folle jeunesse. À cette occasion, le couple jouira d'une couverture médiatique importante, les couples mariés tournant dans un même film étant rares. Une fille naît de leur union en 1932, la future actrice Carol Lee Ladd. Nick divorce de Sue Carol en 1934 et se remarie en 1945 avec Martha Burnett, avec laquelle il restera marié jusqu'à sa mort en 1973, d'un cancer.

## Filmographie

### Années 1920
- 1927 : Si nos maris s'amusent (The Cradle Snatchers) : Henry Winton
- 1927 : High School Hero : Pete Greer
- 1928 : News Parade : 'Newsreel Nick' Naylor
- 1928 : Minuit à Frisco (The River Pirate), de William K. Howard : Sandy
- 1928 : Why Sailors Go Wrong : Jimmy Collier
- 1928 : Chasing Through Europe : Dick Stallings
- 1929 : Folle jeunesse (Girls Gone Wild) : Buck Brown
- 1929 : Les Impudiques (Joy Street) de Raymond Cannon : Joe
- 1929 : Why Leave Home? : Dick
- 1929 : Happy Days : lui-même

### Années 1930
- 1930 : La Quatrième Alarme (The Fourth Alarm) : Dick Turner
- 1930 : La Revanche (Swing High) : Billy
- 1931 : Le Train du mystère (The Mystery Train) : Ronald Stanhope
- 1931 : Sheer Luck (en) de Bruce M. Mitchell : Jimmie Reid
- 1931 : Trapped (en) de Bruce M. Mitchell : Jerry Coleman
- 1931 : L'Attaque de la diligence (Sundown Trail) de Robert Hill : Flash Prescott
- 1933 : Fighting Playboy : Don
- 1933 : Secret Sinners : Jimmy Stafford
- 1933 : Police Call : Dynamite Danny Daniels
- 1934 : A Demon for Trouble : Buck Morton
- 1935 : Secrets of Chinatown : Robert Rand
- 1936 : Put on the Spot : George Bates (archive footage)
- 1936 : Rio Grande Romance : George Bates
- 1937 : Le Fantôme de Scotland Yard (Blake of Scotland Yard) (Serial) : Julot [Chs. 2-4, 9-10, 14]

### Années 1940
- 1940 : Un loup dans la bergerie (Pride of the Bowery) de  Joseph-H. Lewis : Forest Ranger
- 1943 : Mr. Muggs Steps Out : Diamonds Hamilton
- 1945 : Journey Together
- 1946 : Gunsmoke : Brad Marlowe / Brad's Son

### Années 1950
- 1952 : Blackhawk: Fearless Champion of Freedom (Serial) : Cress
- 1952 : King of the Congo (Serial) : Degar
- 1953 : The Lost Planet (Serial) : Darl
- 1953 : Le Roi des pirates (The Great Adventures of Captain Kidd) (Serial) : Dr Brandt [Chs. 4-7,9]
- 1953 : Le Tueur de la jungle (Killer Ape) de Spencer Gordon Bennet : Maron
- 1953 : The French Line : un reporter (non crédité)

### Années 1960
- 1963 : Un monde fou, fou, fou, fou (It's a Mad, Mad, Mad, Mad World)
- 1966 : Propriété interdite (This Property Is Condemned) de Sydney Pollack : conducteur de train (non crédité)

## Crédit d'auteurs
- (en) Cet article est partiellement ou en totalité issu de l’article de Wikipédia en anglais intitulé « Nick Stuart » (voir la liste des auteurs).